# سایه‌های نیمروز
سایه‌های نیمروز (انگلیسی: Meshes of the Afternoon) یک فیلم تجربی کوتاه به کارگردانی «مایا درن» و «الکساندر همید» است که در سال ۱۹۴۳ منتشر شد. از بازیگران آن می‌توان به مایا درن اشاره کرد.
در سال ۱۹۹۰ میلادی، کتابخانه کنگره، این فیلم را «به‌لحاظِ فرهنگی، تاریخی یا زیبایی‌شناختی، پُراهمیت» قلمداد کرده و آن را جهت حفظ و نگهداریِ دائمی، به فهرست ملی ثبت فیلم افزود.

## پیشینه و مراحل تولید

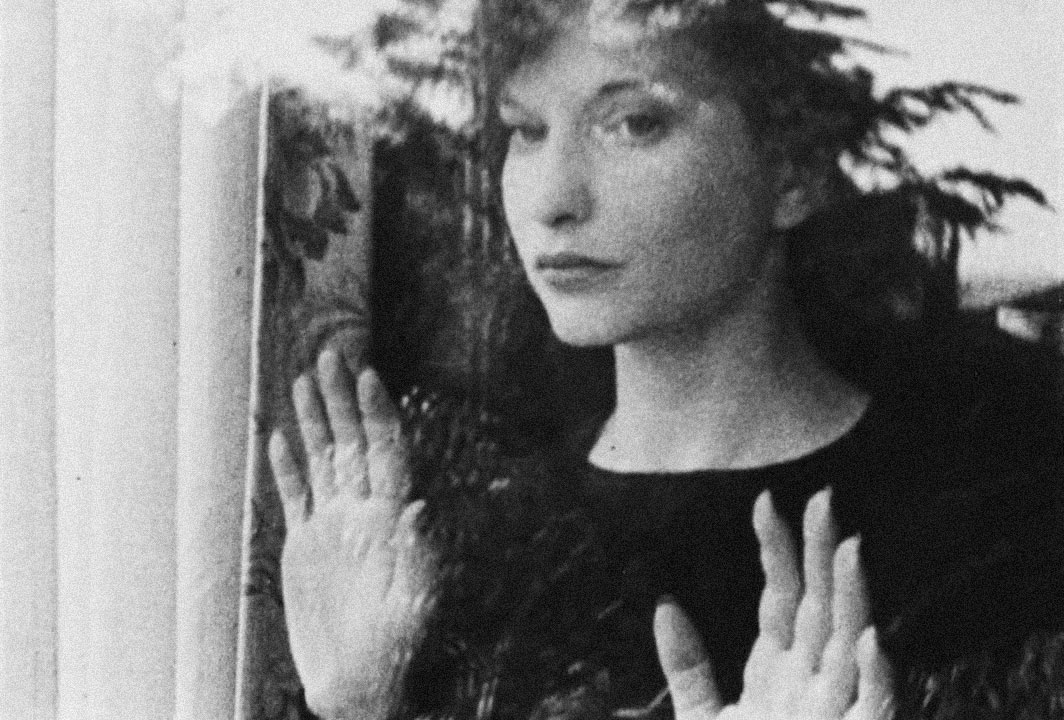
. فیلم ۱۶ میلی‌متری (سیاه و سفید، صامت)، ۱۴ دقیقه. مایا درن اولین فیلم او و اثری که به ترسیم مسیر سینمای تجربی آمریکا کمک کرد، نقش اصلی را در مش‌های بعد از ظهر طراحی، کارگردانی و بازی کرد.

«مایا درن» و «الکساندر همید»، تصمیم داشتند یک فیلم شخصی و آوانگارد بسازند که دربارهٔ مشکلات حاد و علیل‌کنندهٔ روانی انسان باشد؛ همانند فیلم‌های فرانسوی «سگ اندلسی» (۱۹۲۹) و «عصر طلایی» (۱۹۳۰) که «لوئیس بونوئل» و «سالوادور دالی» ساختند.
این زوج هنری، فیلم‌نامه را نوشته و آن را کارگردانی کردند و خودشان نیز در فیلم بازی کردند. با آنکه، خالقِ اصلی فیلم را بیشتر «مایا درن» می‌دانند؛ اما «استن بِرَکج» که این زوج را می‌شناخت، در کتابش تحتِ عنوانِ «فیلم در منتهای هوش و قوهٔ تعقل»، نوشته است که مغزِ متفکرِ این فیلم در واقع، «الکساندر همید» بود، و از زمانی که تعریف و تمجیدهای آن، متوجهٔ «مایا درن» شد، زندگی زناشویی آنان نیز دچار مخاطره گردید.
فیلمِ اصلی، فاقد هرگونه موسیقی متن بود، با این حال در سال ۱۹۵۹ میلادی و زیر نظرِ مستقیمِ «مایا درن»، یک موسیقیِ متن اثر «ایتو تئیجی» (همسرِ سومِ درن) و با الهام از موسیقی کلاسیک ژاپنی، به فیلم افزوده شد.
در سال ۲۰۱۵، بی‌بی‌سی این فیلم را به عنوان چهلمین فیلم برتر آمریکایی که تاکنون ساخته شده است، معرفی کرد. در سال ۲۰۲۲، در نظرسنجی سایت اند ساوند به عنوان شانزدهمین فیلم برتر تمام دوران انتخاب شد.